# 八木莉可子
八木莉可子（日语：／ Yagi Rikakō，2001年7月7日—），日本模特兒和演員，滋賀県出身，Asia Cross經紀公司所屬。

## 略歷
2015年參加Asia Cross模特兒新星選秀會，順利被經紀公司選中簽約，成為水原希子的師妹。
2016年4月14日獲選為「寶礦力女孩」。拍攝了4支寶礦力年度廣告：篇、篇、篇以及篇。
2016年7月時參與日本電視台穿越時空的少女正式播出，於劇中演出「大西敦美」一角，同時參加集英社Seventeen平面模特兒選拔，8月獲選為成為Seventeen專屬模特兒，直到2021年3月宣布畢業。
2016年11月9日，首次主演NHK大津放送局開台80周年紀念連續劇；11月26日首次參與演出的電影上映，擔任角色「黒須凛」。
2022年5月27日，與日本攝影師石田真澄合作、紀錄17歲到20歲間3年半的攝影集出版；7月1日舉辦攝影展，展出內容包含未收入至攝影集的照片。2022年8月21日在大河劇第61部鎌倉殿的13人首次登場，演出北條時政之女、平賀朝雅的妻子阿菊（きく），也是八木莉可子首次參與的大河劇。11月24日Netflix網路影集First Love 初戀上線，八木莉可子演出滿島光的角色「野口也英」少女時期。
2023年2月8日至17日，八木莉可子在NHK第107部晨間劇飛舞吧！所演出的角色「秋月史子」出場。
2024年1月成為DIOR品牌大使；4月於Instagram發表大學畢業報告，畢業論文是「關於蜘蛛人，由於已經拍成電影約20年，所以寫了透過蜘蛛人的眼光看待現代社會的論文」。10月與龍星涼共同主演的秋季日劇日本電視台週六十點連續劇潛入兄妹特殊詐欺特命搜查官播出，演出「渡良瀬優貴」。12月6日於日本上映的派遣女醫電影版，演出米倉涼子的角色「大門未知子」的醫學生時期。

## 外部連結
- 所属事務所オフィシャルサイト （页面存档备份，存于）
- 八木莉可子OFFICIAL的X（前Twitter）
- 八木莉可子的Instagram帳戶
- 八木莉可子写真集 Pitter-Patter - 青幻舎 Seigensha Art Publishing